# Edward Augustus Freeman
Edward August Freeman (Staffordshire, 2 agosto 1823 – Alicante, 16 marzo 1892) è stato uno storico inglese che occupò la cattedra di storia moderna all'università di Oxford dal 1884 al 1892.
Il suo opus magnum fu History of the norman conquest in England (Oxford, 1867-79) in sei volumi. Altre famose opere, tra tutti i suoi scritti che risultano essere 239, risultano essere la History of Sicily from the earliest time in tre volumi (1891-92 e rimasta incompiuta) e la History of federal government (1893). In tutte queste opere è molto marcata la sua ideologia che si riscontra con l'amore per la libertà e l'avversione al dispotismo.